# Погарская волость
Пога́рская (первоначально Ку́ровская) волость — административно-территориальная единица в составе Стародубского уезда.
Административный центр — село Курово, позднее город Погар.

## История
Волость образована в ходе реформы 1861 года и первоначально называлась Куровской, так как волостной центр первоначально располагался в селе Курово близ города Погара.
3 апреля 1888 года волостной центр был перенесён в Погар, в связи с чем волость стала называться Погарской.
В ходе укрупнения волостей, в 1923 году к Погарской волости была присоединена бо́льшая часть соседней Гринёвской волости, а 7 июня 1928 года — Юдиновская волость.
В 1929 году, с введением районного деления, волость была упразднена, а на её территориальной основе сформирован Погарский район Клинцовского округа Западной области (ныне в составе Брянской области).

## Административное деление
В 1919 году в состав Погарской волости входили следующие сельсоветы: Борщовский, Бугаёвский, Городищенский, Гринёвочский, Куровский, Лобковский, Мадеевский, Перегонский, Погарский, Стеченский, Суворовский, Телеговский, Торкинский, Чубаровский.
По состоянию на 1 января 1928 года Погарская волость включала в себя следующие сельсоветы: Бобрикский, Борщевский, Бугаевский, Городищенский, Гриневский, Джуровский, Жигалкинский, Куровский, Лобковский, Мадеевский, Перегонский, Погарский, Роговичевский, Сининский, Стеченский, Суворовский, Торкинский, Чубаровский.

### Населённые пункты
По данным на 1913 год входили 51 населённый пункт
- Авсеенков (хутор)
- Борщев (Борщево)
- Бугаевка
- Вера (хутор)
- Веркеевка (слобода)
- Гетунов (хутор)
- Голубцовка (хутор)
- Городище
- Грабов (хутор)
- Гриневка (Гриневочка, Гринёвочка)
- Дешковичи
- Джурин (хутор)
- Дьяконов (хутор)
- Екатерининский (хутор)
- Иванцов (хутор)
- Кошубин (хутор)
- Курово (Куров) — волостной центр (1861—1888)
- Левдиков (хутор)
- Липинка (хутор)
- Лобановского (хутор)
- Лобки
- Ляличев (хутор)
- Лянчевского (хутор)
- Мадеевка
- Перегон
- Петроченков (хутор)
- Погар — волостной центр (1888—1929)
- Поперечное (Поперечня), хутор
- Попинакин (хутор)
- Приваловка (хутор)
- Прожикин (хутор)
- Реуховка (хутор)
- Роговичев (хутор)
- Рудого (хутор)
- Рухлядкин (хутор)
- Рябковка (хутор)
- Свистухин (хутор)
- Синицкий (хутор)
- Ситников (хутор)
- Соболевского (хутор)
- Стечна (Стечня)
- Суворово
- Телеговка
- Тихоновичев (хутор)
- Торкин (Крюковка)
- Холопец (хутор)
- Хоткин (Песоцкий)
- Чубарово
- Шепелев (хутор)
- Ягодкин (хутор)
- Яковлевичи